# Lisnagarvey
Lisnagarvey o Lisnagarvy (gaèlic irlandès Lios na gCearrbhach o 'ringfort dels jugadors') és un townland al comtat d'Antrim, Irlanda del Nord. Lisnagarvey també és el nom original de Lisburn i prové del nom irlandès per a Lisburn today.
El townland fou nomenat per la fortificació circular de terra (lios),que es trobava dins l'àrea de l'actual "Fort Hill" a Lisburn. Avui la major part del nord-est de Lisburn es troba al townland de Lisnagarvey. La seva frontera oriental és el riu Lagan, la frontera sud la carretera del governador i la frontera occidental Antrim Street/Antrim Road. Inclou Wallace Park, catedral de Christ Church i l'hospital Thompson House.
EL nom també ha estat usat per al Lisnagarvey High School, Lisnagarvey Hockey Club i la Lisnagarvey transmitting station, encara que cap d'ells es troben al territori del townland. Quan David Trimble fou nomenat parell, va prendre el nom de Lord Trimble of Lisnagarvey.
Lisnagarvey fou el lloc on es produí la major derrota dels reialistes escocesos a mans dels parlamentaris en 1649. També fou protagonista d'incidents durant la rebel·lió irlandesa de 1641.